# Ciel bleu
Pour plus de détails, voir Fiche technique et Distribution.
Ciel bleu est un film français réalisé par Serge Leroy, sorti en 1971.

## Synopsis
Nicolas est un photographe-reporter qui parcourt le monde. La réalité des événements dont il est témoin, d'Afrique en Indochine, lui devient insupportable. Il décide de changer radicalement de secteur, et se consacre dorénavant au sport. C'est au cours d'un match de rugby, qu'il retrouve une ancienne amoureuse, originaire des Etats-Unis. Leurs retrouvailles débouchent sur une nouvelle relation, un nouveau départ.

## Fiche technique
- Titre : Ciel bleu
- Réalisation : Serge Leroy
- Scénario et dialogues : Serge Leroy
- Photographie : Jean-Jacques Rochut
- Productrice : Aude Olivier
- Sociétés de production : Les Films du ciel bleu - Aude Productions
- Pays d'origine :  France
- Genre : comédie dramatique
- Durée : 90 minutes
- Date de sortie : France, 6 mars 1971

## Distribution
- Frédéric de Pasquale : Nicolas
- Alexandra Stewart : Elle